# Uwe Siegosch
Uwe Siegosch (* 22. Oktober 1957 in Iserlohn) ist ein ehemaliger deutscher Eishockeyspieler, der unter anderem für den EC Deilinghofen in der Bundesliga aktiv war.

## Karriere
Uwe Siegosch kam in der Saison 1974/75 in die erste Mannschaft des EC Deilinghofen (ECD) in der 2. Bundesliga. Im Jahr 1977 stieg er mit dem ECD in die Bundesliga auf, wobei er das entscheidende Relegationsspiel beim Augsburger EV wegen einer Magenverstimmung verpasste. Nachdem er im zweiten Bundesliga-Jahr kaum noch zum Einsatz gekommen war, verließ er seinen Heimatverein im Sommer 1979 nach insgesamt 156 Spielen und 17 Toren.
Siegosch setzte seine Karriere im unterklassigen Bereich fort, wo er zunächst ein Jahr lang für den ERC Westfalen Dortmund in der Oberliga spielte. Ab 1980 spielte er Eishockey in Unna: Mit dem Königsborner SV stieg er in der Saison 1980/81 in die Oberliga auf und erreichte in der Spielzeit 1982/83 die Aufstiegsrunde zur 2. Bundesliga. Nach der Saison stellte der Verein seinen Spielbetrieb aus finanziellen Gründen ein. Siegosch schloss sich dem Nachfolgeklub, dem EHC Unna, an, mit dem er weitere zwei Jahre in der Regionalliga spielte, ehe er 1985 seine Karriere beendete.

## Erfolge und Auszeichnungen
- 1977 Aufstieg in die Bundesliga mit dem EC Deilinghofen
- 1981 Aufstieg in die Oberliga mit dem Königsborner SV

## Karrierestatistik
(Legende zur Spielerstatistik: Sp oder GP = absolvierte Spiele; T oder G = erzielte Tore; V oder A = erzielte Assists; Pkt oder Pts = erzielte Scorerpunkte; SM oder PIM = erhaltene Strafminuten; +/− = Plus/Minus-Bilanz; PP = erzielte Überzahltore; SH = erzielte Unterzahltore; GW = erzielte Siegtore; 1 Play-downs/Relegation; Kursiv: Statistik nicht vollständig)